# 본 킴
본 킴(Born Kim, 본명: 김경철, 1981년 11월 16일 ~ )은 대한민국의 래퍼이다.

## 학력
- 경희사이버대학교

## 생애
초등학교 시절부터 흑인 음악에 빠진 그는 1995년 경 Slang과 만나 서로 랩을 하면서 친분을 다지다가 2000년 Born Slang이라는 듀오를 조직하였다. Born Slang은 이후 제1회 아우성 랩 페스티발에 출전, 그랑프리를 획득한 것을 계기로 힙합씬에 들어왔다. 이때부터 클럽 MP에서 활동하기 시작하였으며, 2001년 Slang의 군입대를 계기로, Slang을 보내면서 만든 노래 Dear My Friend를 통해 솔로 데뷔를 하였다.
그 후 레이블화한 마스터플랜과 계약을 맺어 지금까지 소속 래퍼로 활동하고 있으며, Nu Soul Classic, 78 Blocks, Speaking Trumpet 등의 크루 소속으로도 활동하고 있다. 2007년의 시작 이후로 모습을 한동안 보이지 않았던 그는, 2008년 진취와 Pe2ny의 앨범에 피쳐링하면서 컴백하였으며, 2009년 1월 그동안 준비해왔던 첫 번째 앨범을 발표하였다. 2009년 4월에는 Cloudancer와 조인트 라이브 공연을 펼쳤고, Master Plan의 멤버로써 여러 공연 활동을 하였다.
2010년 7월에는 영상제작팀 DMC와 결성한 컬처 유닛 control V를 선보였다. 1년이 지난 2011년 7월과 11월에는 Pento와 프로젝트 싱글을 발표하였으며 그에 앞서 얀키의 1집에 참여하였다. Pento와의 프로젝트 싱글 DANGER는 2012년 7월에 리믹스가 발표되었는데, 리믹스 뮤직비디오 마지막에는 2012년 8월에 활동을 재개할 것임을 암시하는 문구가 있어 팬들의 기대를 모았다. 실제로 그는 8월 새 정규 앨범을 발표했으며, 신스 팝부터 덥스텝까지 근래 그가 시도했던 스타일이 다양하게 담겼다.
2013년 들어서는 소리헤다의 앨범에 참여하는 한편 단독 콘서트를 펼쳤으며, 7월 The KOXX의 Shaun이 총 프로듀서를 맡은 EP 앨범을 발표하였다. 이어 7월 21일에는 데뷔 이래 첫 단독 콘서트를 열었다.
그의 목소리는 누구와도 구별되는 독특한 하이톤으로 한 번 들으면 확실히 기억되는 타입이다.
대표곡: Dear My Friend, My Song, 〈웃어봐〉, Romantic Soul, Good Morning Girl

## 디스코그래피
- 2009년 2월 12일 EP Begin Legend
- 2009년 9월 8일 디지털 싱글 (re)DEFINE Vol. 2 : Born Kim 'Romantic Seoul'
- 2011년 7월 1일 디지털 싱글 DIRTY GHETTO PRINCE (with Pento)
- 2011년 10월 18일 디지털 싱글 DANGER (with Pento)
- 2012년 8월 14일 LP Future Color
- 2013년 7월 2일 EP Future Shop

## 출연작
- 2005년 ~ 2006년 KBS 1TV - 《가족오락관》

## 이름

Hiphopplaya Show vol.24에서 공연 중인 Born Kim

- Born Kim이란 이름은 그의 어머니가 10년 전 생각한 미국 이름으로, "새로운 탄생"의 의미를 갖고 있다.